# Drake Sather
 For alternative betydninger, se Drake.
Drake Sather (24. maj 1959 – 3. marts 2004) var en amerikansk standupkomiker og Emmy-nomineret tv-forfatter. Hans arbejde omfatter Zoolander , Saturday Night Live, Dennis Miller Show, Ed og NewsRadio.
Sather blev født i Seattle i Washington. Han blev nomineret til en Emmy Award for sit arbejde med The Larry Sanders Show. Sather skrev for Saturday Night Live i løbet af 1994-1995-sæsonen. Hans sidste kredit blev en tv-genindspilning af Mr. Ed, som han også var producent på.
Sather døde af et skudsår i hovedet den 3. marts 2004. Hans død blev styret af et selvmord. Han fik fire børn med sin anden kone.